# Comuna Mankivka, Berșad
Mankivka (în ucraineană Маньківка) este o comună în raionul Berșad, regiunea Vinnița, Ucraina, formată din satele Șumîliv, Krușînivka și Mankivka (reședința).

## Demografie
Componența lingvistică a satului Mankivka
     Ucraineană (99,05%)
     Alte limbi (0,93%)
Conform recensământului din 2001, majoritatea populației satului Mankivka era vorbitoare de ucraineană (99,05%), existând în minoritate și vorbitori de alte limbi.